# Beto Sallaberry
Sallaberry é um baterista brasileiro.
Baterista, compositor e produtor musical. Iniciou sua carreira musical como baterista aos 17 anos, quando participou de bandas paulistas dos mais variados estilos musicais.
Bacharel em Publicidade & Propaganda, idealizou projetos como a Praça do Rock, evento com a participação de diversas banda de rock realizado no Parque da Aclimação, em 1983, em São Paulo. Foi publisher e editor chefe da primeira publicação latino-americana especializada em bateria e percussão (ECO, 1988). Idealizou o projeto Falange Rock, junto a gravadora Artium, com a gravação de mais de cem bandas de rock no formato 'coletanea'. Também colaborou para revistas especializadas, tais como Modern Drummer, Batera, Áudio News e Home Studio dentre outras.
No ano 2000 passou a trabalhar também com produção musical e a dedicar-se a sua carreira solo, gravando e produzindo em seu próprio estúdio (Tum Tum Home Music). Em carreira solo lançou Sambasong & Friends (2005), Samba Soft (2007) e Sambatuque (2009), New Bossa (2011), Sometimes Samba (2011- coletânea), Rhythmist (2013) Move Out (2015) e Origem (2017) e Rhythm Of The Spirits (2019), todos  concorrendo ao Latin Grammy nos respectivos anos de lançamento.
Sua música é comercializada nacional e internacionalmente – para mais de 18 países, dentre eles Estados Unidos, Japão, Espanha, Holanda, Inglaterra, Alemanha, Polônia e República Tcheca -, via distribuidores como Amazon, iTunes, Deezer, Spotify e HMV.
É autor da primeira publicação brasileira voltada a produção musical (Manual Prático de Produção Musical / Editora Música & Tecnologia, 2009) e adotada por escolas e faculdades.Em 2016 Sallaberry lançou a segunda edição do Manual Prático de Produção Musical de forma independente, bem como o aplicatico para smartphone Tudo Sobre Produção Musical.
É membro do Latin Grammy, podendo votar em trabalhos de terceiros, bem como inscrever seus trabalhos.
Gravou com músicos como Billy Cobham, Dennis Chambers, Airto Moreira, Arismar do Espírito Santo, Robertinho Silva, Andreas Kisser, Derico Sciotti, Marcos Romera, Sandro Haick, Ed Côrtes, Daniel D’Alcântara, Paulo Soveral, Álvaro Gonçalves, Fernando Moura, Thiago Pinheiro, Thiago do Espírito Santo, Tarcísio Edson César, Beto Di Franco, Marcelo Cotarelli, Pepe Rodriguez, Edu Martins, Maurício Marques, Flávio Sandoval, Chico Willcox, Ivan Paduart, Paulinho Duro, Rubinho Chacal, Marcinho Eiras, Itamar Collaço, CoopDeVille, Luis Cubano, Álvaro Gonçalves, Bruno Cardozo, Faíska, Renato Nunes, Claudio Celso, Luciano Magno, Fábio Valois, Fernando Moura, Jorge Pescara, Claudio Infante, Luciano Mazzeo, Esdras Gallo, Júlio “Chumbinho” Herrlein, Cássio Ferreira, Fábio Leão, Ricardo Ramos, J. Batista, Rodrigo Vásquez, Wanderson Bersani, Flávio Medeiros, Fúlvio de Oliveira, Adriano Paternostro, Edmilson Chiquinho e Hugo Ksenhuk dentre outros.
Desenvolveu o recurso de produção musical conhecido por E-rec, onde Sallaberry utiliza a web para gravação com músicos radicados em diferentes países. No ano de 2014 Sallaberry passou a ter residência nos Estados Unidos, desenvolvendo seus trabalhos no Big Orange Studio, na Florida.

## Discografia
- Dr. Feelgood (1996)
- Brain Brazil (1997)
- Dejavu - Penso em Voce (2000)
- Sambasong & Friends (2005) - Solo
- Samba Soft (2007) - Solo
- Sambatuque (2009) - Solo
- New Bossa (2011) - Solo
- Sometimes Samba - Coletanea (2011) - Solo
- Rhythmist (2013) - Solo
- Move Out (2015) - Solo
- Origem (2017) - Solo
- Mamoru Morishita -Songbook (2018)
- Jorge Pescara - Grooves In The Eden (2018)
- Rhythm Of The Spirits (2019) - Solo